# Брюхоненко, Сергей Сергеевич
Серге́й Серге́евич Брюхоне́нко (30 апреля [12 мая] 1890, Козлов, Тамбовская губерния, Российская империя — 20 апреля 1960, Москва, СССР) — русский, советский физиолог, доктор медицинских наук, создал первый в мире аппарат искусственного кровообращения (автожектор).

## Биография
Родился в семье инженеров. Подростком придумал и сконструировал себе велосипед собственной конструкции.
Получив среднее образование в Саратове, поступил на медицинский факультет Московского университета. В 1914 году, по окончании медицинского факультета, был призван в армию. Осенью 1917 года вернулся работать в Москву. С 1919 по 1926 год работал ассистентом профессора отделения клинической патологии и терапии военного госпиталя в Лефортово.
В 1931—1935 годах был назначен заведующим лабораторией экспериментальной терапии Центрального института гематологии и переливания крови. В 1935 году возглавил основанный им Институт экспериментальной физиологии и терапии. После Великой Отечественной войны до 1951 года работал в Институте им. Н.В. Склифосовского в Москве.
С 1951 по 1958 год возглавлял лабораторию в Институте экспериментальных хирургических устройств и инструментов в Москве. С 1958 по 1960 год возглавлял лабораторию искусственного кровообращения в Институте экспериментальной биологии и медицины.
Похоронен на Новодевичьем кладбище.

Могила на Новодевичьем кладбище

Посмертно Брюхоненко была присуждена Ленинская премия в 1965 году за научное обоснование и разработку проблемы искусственного кровообращения.

## Аппарат искусственного кровообращения
В 1926 году в сотрудничестве с С.И. Чечулиным создал аппарат для искусственного кровообращения («аутожектор»), который состоял из двух механически управляемых насосов с системой клапанов. Оксигенатором служили удалённые лёгкие донорского животного. Эксперимент был проведён 1 ноября 1926 года: собака с остановленным сердцем оставалась живой в течение двух часов благодаря искусственному кровообращению. С. С. Брюхоненко сделал вывод:

В принципе, искусственное кровообращение может быть использовано для определённых операций на остановленном сердце, однако необходимо дальнейшее усовершенствование этой техники для её практического внедрения.
В последующие годы провёл исследования по перфузии изолированных органов и всего организма. Некоторые эксперименты были показаны:
- 1 июня 1928 года — на Третьем конгрессе физиологов в СССР;
- в 1929 году — А. В. Луначарскому, наркому просвещения СССР.

Аутожектор был запатентован в СССР (USSR патент № 35976 от 15.12.1934 с приоритетом от 29.11.1928), Германии (патент № 139825 от 1929 г.), Англии (патент № 30708/28 от 1929 г.), Франции (патент № 662878 от 1930 г.). С 1929 по 1937 год аутожектор был успешно использован при операциях на открытом сердце у собак, которые выполнил Н. Н. Теребинский (1880—1959).
В 1936 году Брюхоненко разработал пузырьковый оксигенатор («искусственные лёгкие»), на который также был получен патент (USSR патент № 61321 от 31 мая 1942, приоритет от 31 марта 1937). Аппарат искусственного кровообращения (аутожектор + оксигенатор) был применён в экспериментах в 1937—1939 годах.
Несмотря на то, что С.С. Брюхоненко был первым, кто предложил использовать искусственное кровообращение в кардиохирургии и применил свой аппарат искусственного кровообращения для реанимации в клинике в 1950-х годах, это устройство не использовалось в клинической практике при операциях на открытом сердце.

### Избранные работы
- Брюхоненко С. С., Чечулин С. И. Опыты по изолированию головы собаки (с демонстрацией прибора) // Труды II Всесоюзного съезда физиологов. — Л., 1926. — С. 289—290.
- Брюхоненко С. С. Применение метода искусственного кровообращения для оживления организма // Сб. тр. / Ин-т эксп. физиологии и терапии. — 1937. — № 1. — С. 32—34.
- Брюхоненко С. С. Искусственное кровообращение целого организма (собаки) с выключенным сердцем // Изучение новых методов искусственного кровообращения и переливания крови / Под ред. О. А. Степпуна. — М., 1928.
- Брюхоненко С. С. Аппарат для искусственного кровообращения (теплокровных) // Изучение новых методов искусственного кровообращения и переливания крови / Под ред. О. А. Степпуна. — М., 1928.
- Брюхоненко С. С. Теоретические проблемы искусственного кровообращения // Новые хирургические аппараты и инструменты и опыт их применения / Под ред. М. Г. Ананьева. — М., 1957.

## Музыкант
С.С. Брюхоненко был блестящим музыкантом. Его друг, профессор Московской консерватории Генрих Нейгауз, утверждал, что Брюхоненко искусно играл одновременно левой рукой «Боже, Царя храни!», а правой — «Интернационал».

## Память
На доме № 51 по проспекту Мира в Москве, в котором с 1937 по 1960 год жил Сергей Сергеевич, была установлена мемориальная доска.
Вторая мемориальная доска — на доме № 10 по ул. Погодинской, где находился Институт экспериментальной физиологии и терапии, возглавляемый С. С. Брюхоненко.
Именем учёного названа городская больница г. Мичуринска (ТОГБУЗ «Городская больница им. С. С. Брюхоненко г. Мичуринска»).

## Документалистика
- Документальный фильм из цикла «Первые в мире». Автор и режиссёр: Алексей Артемьев. ООО «Голд Медиум» по заказу ВГТРК. 2018 г (13 июня 2019). Аппарат искусственного кровообращения Брюхоненко.  13 мин. ГТРК «Культура». {{cite episode}}: |series= пропущен или пуст (справка)